# Stella Van Voorst van Beest
Stella Van Voorst van Beest (1963) es una directora de cine, guionista y editora neerlandesa.
Estudió cine en la Academia Nacional de Cine y TV de los Países Bajos (NFTA). Fue editora y montajista. Obtuvo una maestría en Historia y Comunicación en la Universidad Erasmo de Róterdam. Dirigió su primer corto en 1992, un mediometraje en 2000 y en 2009 presentó su primer largometraje Prisioneros de la tierra (Gevangenen van de grond), un documental sobre el tango finés. El título de la película proviene de un verso del tango Satumaa, de Unto Mononen.

## Filmografía

### Largometraje
- Gevangenen van de grond - Prisoners of the ground (2009)

### Cortos
- Engel zu Fuss - Angel afoot (2010)
- When the Neighbour Sings (2002)
- Building Blocs (2000), con Freek Dent
- Melencolia I (1994)
- Two Serious Men (1992)

### Como editora
- Desert 79: 3 Journeys Beyond the Known World (2010)
- 5 Walks (2008)
- Maidan, Nave of the World (2005)